# Szenthelena
Szenthelena, 1912 és 1918 között Dunaszentilona (románul: Sfânta Elena, csehül: Svatá Helena) falu Romániában, a Bánátban, az Al-Dunánál.

## Fekvése
Újmoldovától 9 km-re délkeletre található, Lászlóvárától meredek földúton közelíthető meg. Házai 1900 körül még oromfalukkal néztek az utcafrontra. Lakói a 20. század folyamán átvették a környék román falvaitól a hossztengelyükkel az utcára néző, tornácos (kank, a német Gang szóból) építkezést. A homlokzatot ugyancsak a környéken elterjedt módon színes kerámialapocskákkal rakják ki. Az egyetlen bánáti cseh falu, amelyet heti rendszerességű autóbuszjárat köt össze Prágával.

## Nevének eredete
A betelepült erdőmunkások két falujukat a nekik munkát adó kincstári erdőbérlő két lánya után nevezték el. Temploma védőszentjéül is Szent Ilonát választották.

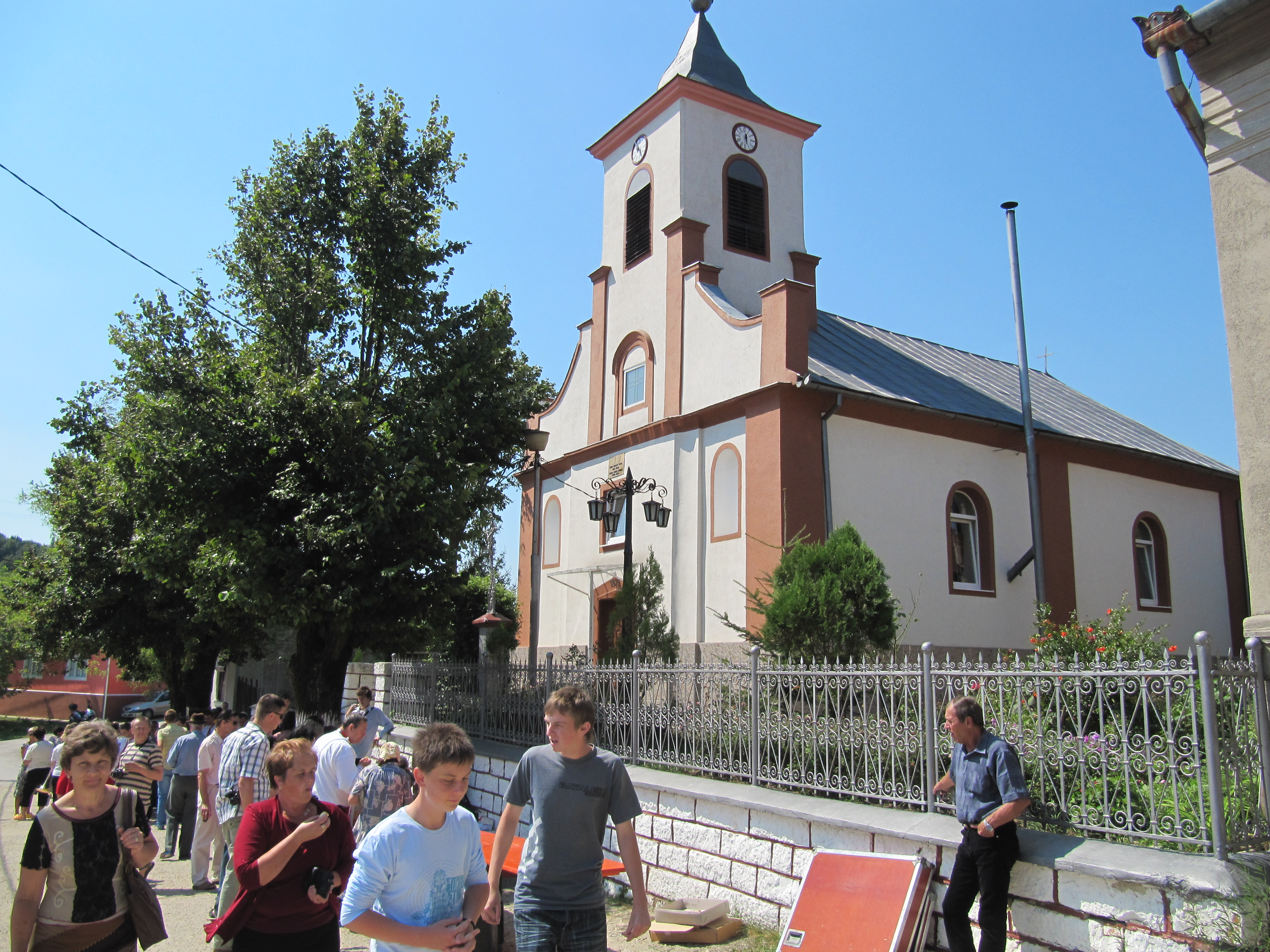
A katolikus templom

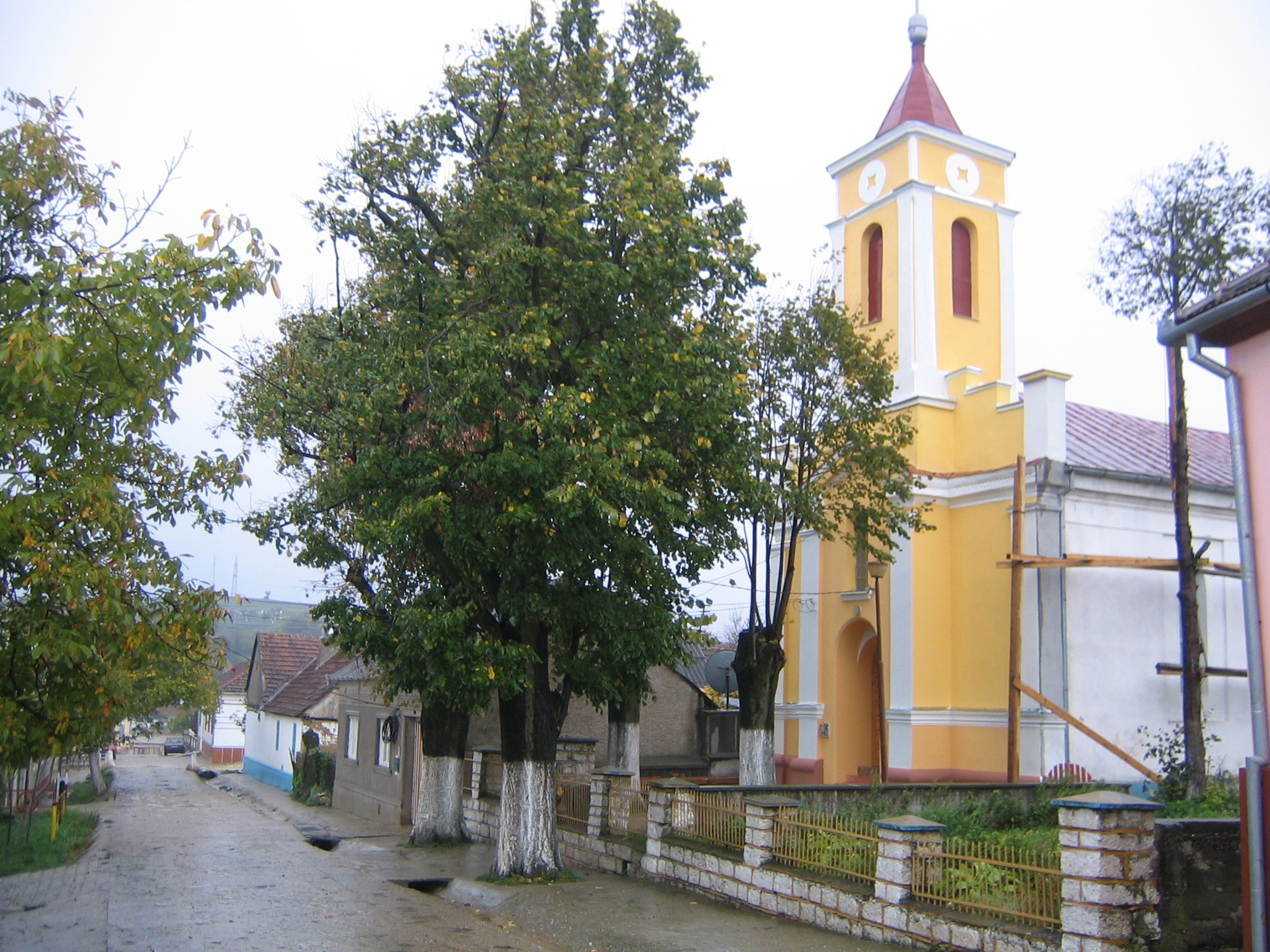
A baptista templom

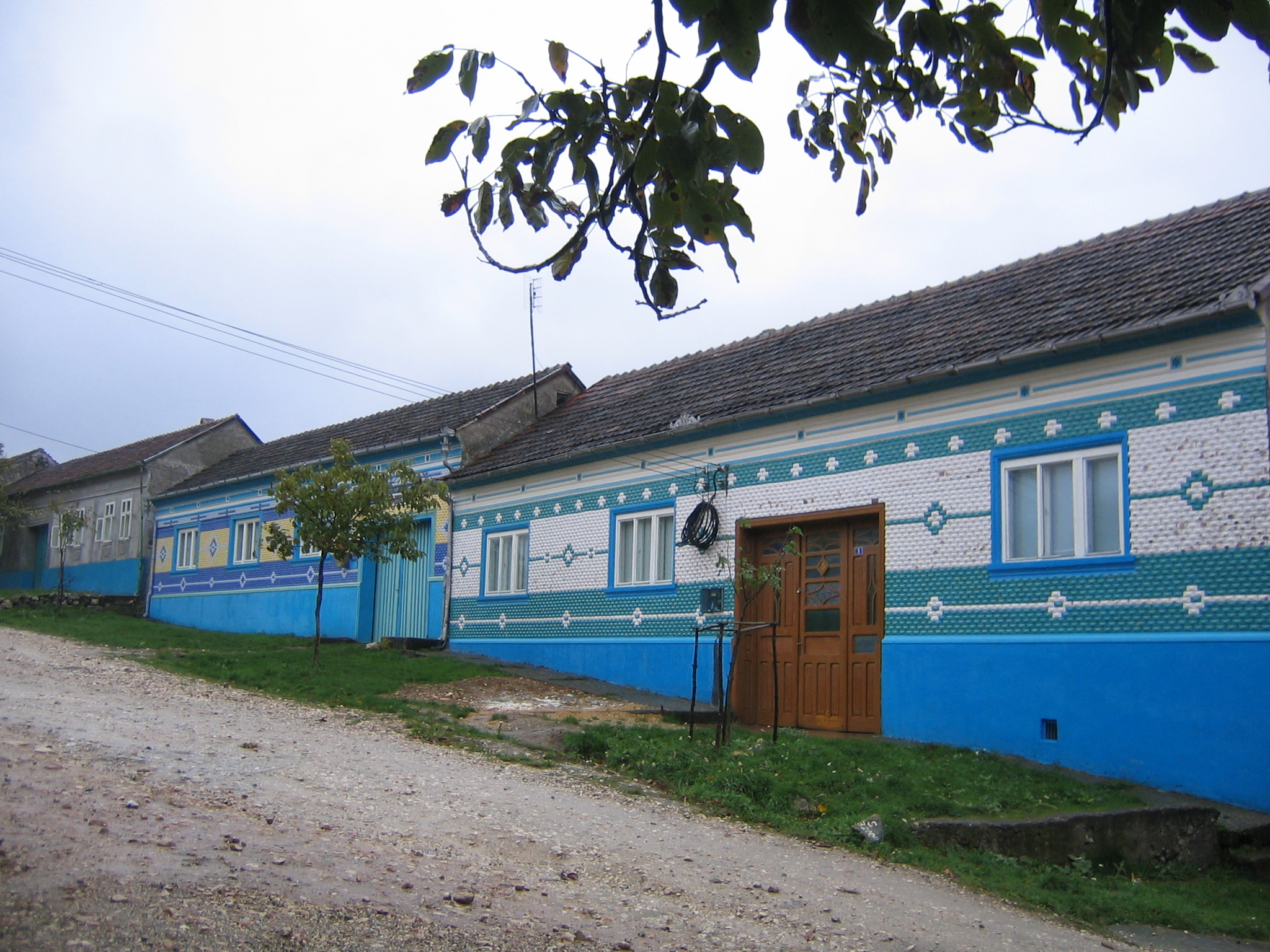
Utcarészlet

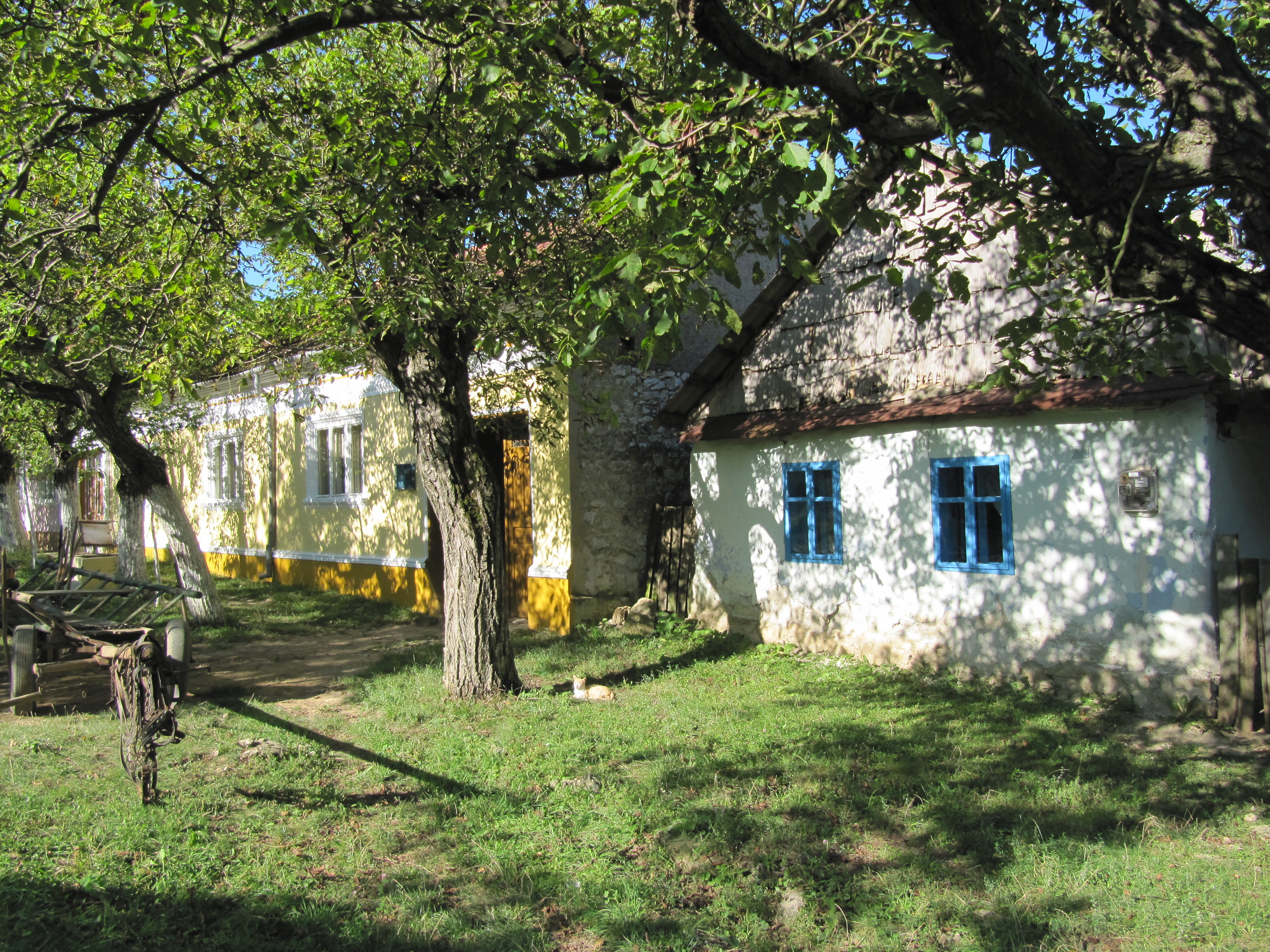

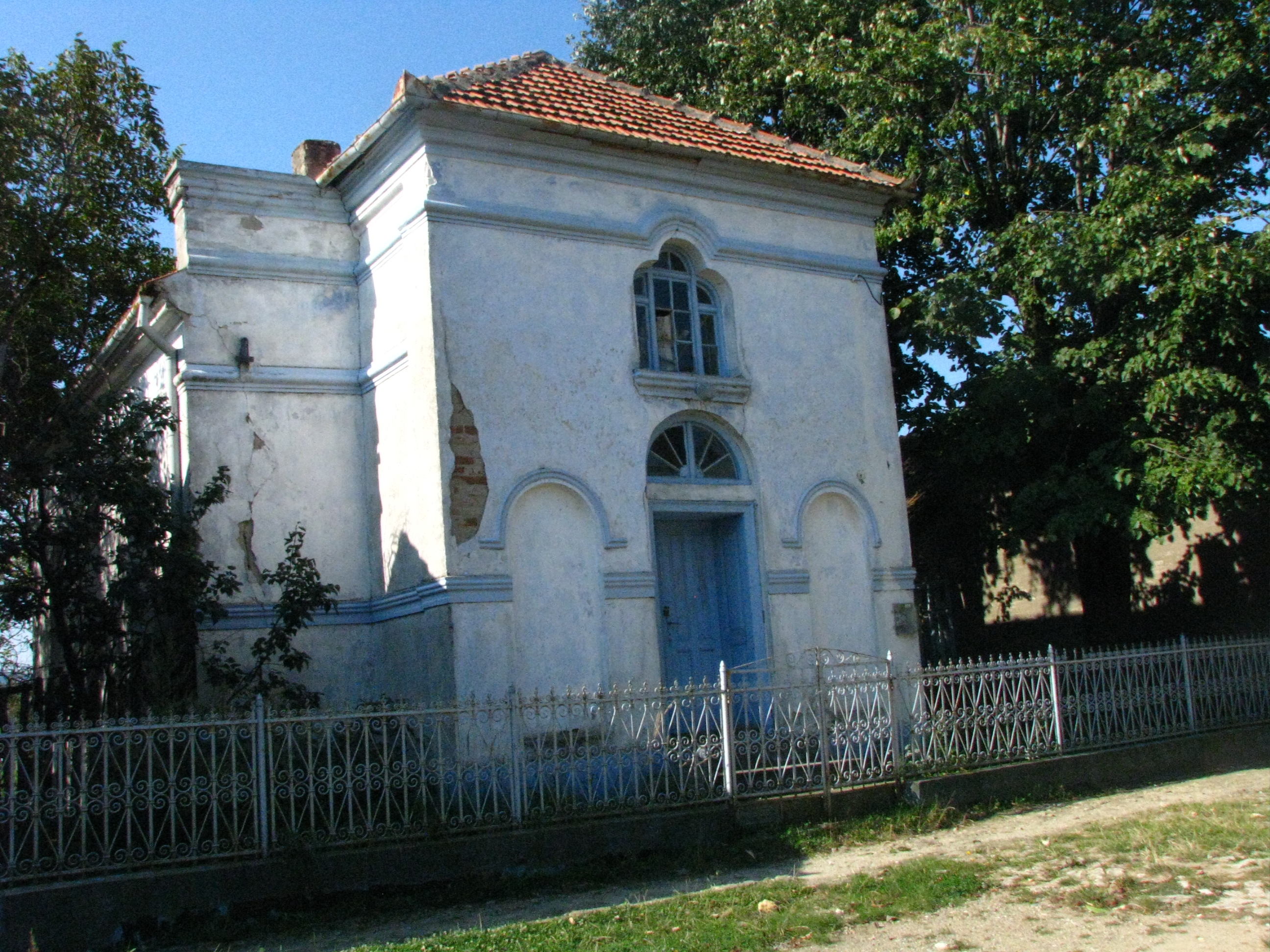

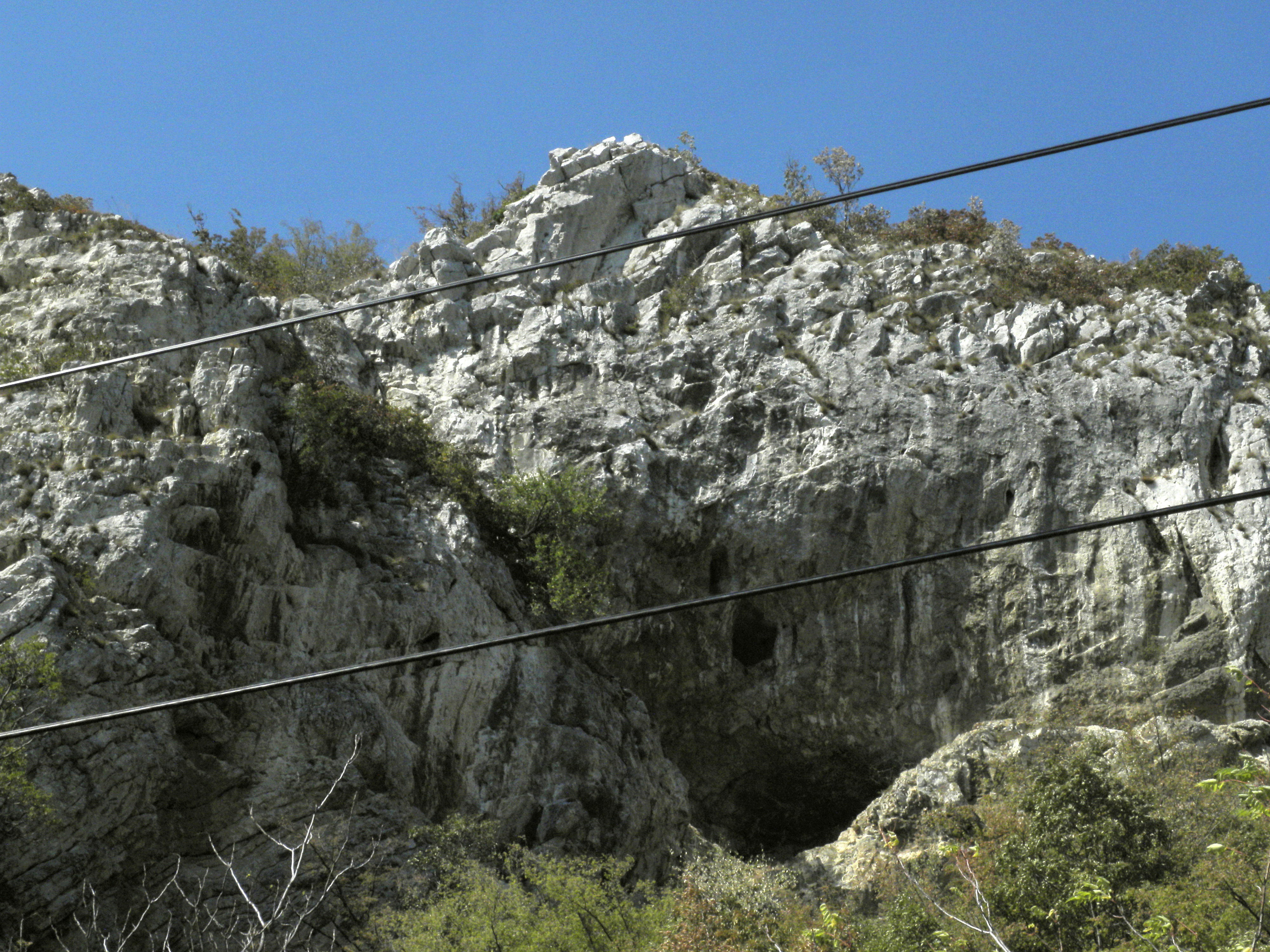

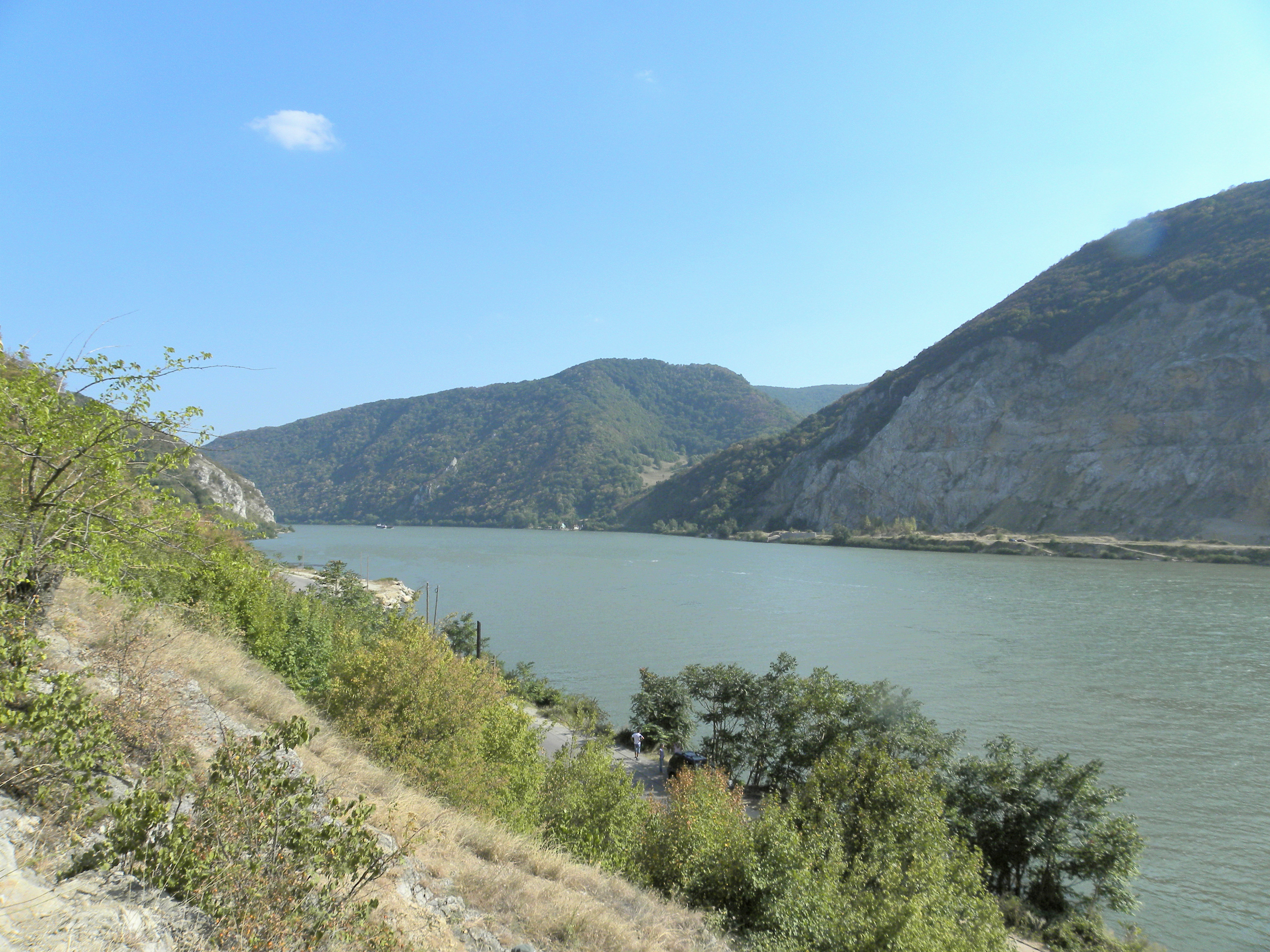

## Története
1824-ben Vilémov, Hořátev, Libice nad Cidlinou, Kšely és Nebužely településekről származó protestáns cseh telepesek alapították, akiket mint famunkásokat csaltak ide, jórészt hamis ígéretekkel. 1823–25 körül egy kis magyar telep is létrejött, azonban hamar feloszlott, a családok többsége Bulgáriában telepedett le. Az 1830-as években ide költöztek át a szomszédos, római katolikus  Elisabethfeld lakóinak nagy része is, a többiek 1829–1831-ben Golub Lazarević nagyszeredi birtokán hozott létre egy másodlagos cseh telepet. Az így létrejött katolikus többség sosem alkotott önálló plébániát, hanem 1850-ig, 1898–1930-ban és 1940 óta az újmoldovai, 1850 és 1898 között és az 1930-as években pedig a weitzenriedi katolikus plébánia filiája volt.
Lakói 1836-ig végeztek erdőmunkát, akkor családonként hat-tizenkét holdat osztottak ki közöttük. Határőrként a pozsezsenai 11. számú határőrszázadban teljesítettek szolgálatot. A Határőrvidékhez, majd 1873-tól Szörény, 1880-tól pedig Krassó-Szörény vármegyéhez tartozott. Római katolikus tanítója, az 1861-ben Csehországból idekerült Jindřich Schlögl a 19. század második felében mezőgazdasági újításokat vezetett be és egy cseh iskolaegylet, valamint csehországi könyvesboltok segítségével kölcsönkönyvtárat hozott létre. Az egyházi szolgálatokat is ő végezte, a nehézkes közlekedés miatt ugyanis a weitzenriedi plébános csupán évente háromszor látogatta meg a falut. Schlőglt 1897-ben azonos nevű fia követte az iskola élén, ahol 1910 és 1918 között egy magyar második tanító is dolgozott. A lakosság protestáns kisebbségének negyven éven át nem volt lelkésze, 1862-től a klopodiai református lelkész járt ki hozzájuk időnként. Első diplomás tanítójukat ugyanebben az időben nevezte ki a helyiek megkeresésére a csehországi protestáns egyház. Miután Klopódiára egy magyar lelkész került, a szenthelenaiak saját lelkészt kértek és kaptak Vincenc Jauza/Jauza Vencel személyében, aki azonban magyarosító szellemben látta el hivatalát. Miután a protestáns iskola tanítóját 1897-ben elhelyezték, és a két felekezet iskolája ideiglenesen egyesült, huszonöt protestáns család elhagyta a falut és Északkelet-Bulgáriában, Mizija mellett létrehozta Vojvodovo falut, ahová szlovákok, bánáti svábok és bánáti bolgárok is települtek.
A magyar nyelvű igehirdetést bevezető Jauzával szembeni ellenállásképp a protestáns közösségből kivált egy puritán, a cseh nyelvhez ragaszkodó „nazarénus” csoport. A faluban maradt protestánsok Csehországból kaptak új tanítót, Jan Charvát azonban titokban adventista misszionárius volt, és rövid tevékenysége nyomán megszilárdult a „nazarénusok”, immár adventisták különállása. Charvátot a csendőrség hamarosan eltávolította a faluból. Az adventisták ekkor a csehországi adventista („szabad református”) egyháztól kértek prédikátort. A küldött csak egy hétig tudott a faluban tölteni 1904-ben, de ezalatt formálisan is megszervezte az adventista gyülekezetet. Janzát ugyancsak 1904-ben a csehül nem beszélő és megtanulni nem is hajlandó Bodnár László követte. Erre való reakcióképp újabb tizenöt protestáns család költözött Bulgáriába, a Szenthelenán maradtak körében pedig tovább erősödött az adventizmus. Bodnárt többszöri kérésre ugyan 1910-ben elhelyezték, az utódaként a faluba került Németh Sándor azonban valóságos harcot hirdetett a cseh nyelv ellen, és sikerült a maradék reformátusokat is – hat család kivételével – elidegenítenie az egyháztól. A megerősödött adventisták 1913-ban vásároltak maguknak állandó imaházat. 
Miután a falut Romániához csatolták, ahol az adventizmust tiltották és üldözték, a szenthelenai adventisták többsége a tűrt baptizmusra való áttérést támogatta, amely felekezet akkor már létezett a lászlóvárai románok körében. Az adventizmus mellett kitartó kisebbség vezérének 1928-as Argentínába vándorlása után a teljes közösség baptistává lett. A kicsiny református csoport 1939-ben lelkész nélkül maradt, és az egyedül reformátusnak maradt harangozó 1979-ben végül átadta a templomot a baptistáknak.
A fiatalok a századforduló körül telente Szerbiában vállaltak munkát. A két világháború között sok családja emigrált Argentínába. Egy Benjamin Ježek nevű csehországi vállalkozó 1929-ben szövödét alapított a faluban. A drága, festett szöveteket előállító vállalkozás jól jövedelmezett, de a gépek meghajtására használt benzin 1934-ben, nagy károkat okozva felrobbant, a gépek egy részét Nagyváradra adták el, majd 1937-ben Ježek Argentínába emigrált. Az 1947–1949-es időszakban, Románia és Csehszlovákia közötti egyezmény keretében 580 szenthelenai repatriált Csehországba, főként a korábbi Szudétavidékre. Az iskola cseh alsó tagozatát 1957-ben román tannyelvű felső tagozattal bővítették. Az 1990-es években a fiatalabb nemzedék Csehországban talált munkalehetőséget.

## Látnivalók
- A római katolikus templom 1879-ben, a baptista imaház (volt református templom) 1887-ben épült.
- Karsztjelenségek: barlangok, dolinák. Turecká díra- ('Töröklyuk') barlang, Kulhavá Skála ('Sánta szikla').
- Elisabethfeld (Svatá Alžběta) kísértetfalu a falutól nyugatra, háromnegyed órányi járásra. Az 1823-ban alapított cseh település amiatt néptelenedett el, hogy a karsztos felszín miatt nem sikerült biztosítani a tiszta ivóvizet (az ivóvizet Szenthelenán is az esővíz összegyűjtésével nyerik).

## Lakossága
- 1824-ben 162 római katolikus és 104 református lakosa volt.[2]
- Egy 1830-ban végzett összeírás 147 református hívőt talált benne.[3]
- 1900-ban 766 lakosából 764 volt cseh nemzetiségű; 420 római katolikus és 344 református vallású. A lakosság 76%-a tudott írni-olvasni, 1%-a beszélt magyarul és az adatfelvétel időpontjában 6%-a tartózkodott külföldön.
- 2002-ben 519 lakosából 506 volt cseh és 12 román nemzetiségű; 362 római katolikus, 131 baptista és 19 ortodox vallású.

## Külső hivatkozások
- A falu webhelye (csehül)
- Milena Secká: Czechs in the Romanian Banat
- Al-dunai cseh weblap (csehül)
- Szilágyi Aladár: Zárványok és szórványok (Erdélyi Riport)[halott link]
- Fotósorozat a faluról